# Maison de Jeanne d'Arc (Moulins)
La maison de Jeanne d'Arc est située sur la commune de Moulins (France).

## Localisation
La maison de Jeanne d'Arc est située sur la commune de Moulins, dans le département de l'Allier, en région Auvergne-Rhône-Alpes.

## Description
La maison a été reconstruite après les incendies de 1408-1409. Elle conserve sa structure de maçonnerie surmontée d'un étage en encorbellement et pignon à structure de bois, ses galeries ouvertes sur cour intérieure ainsi que différents éléments de décor médiévaux et classiques. Une analyse dendrochronologique date de 1411 les pièces de charpente. Selon la tradition, la maison aurait reçu Jeanne d'Arc.

## Historique
La maison est inscrite au titre des monuments historiques par arrêté du 11 octobre 2004.

## Galerie

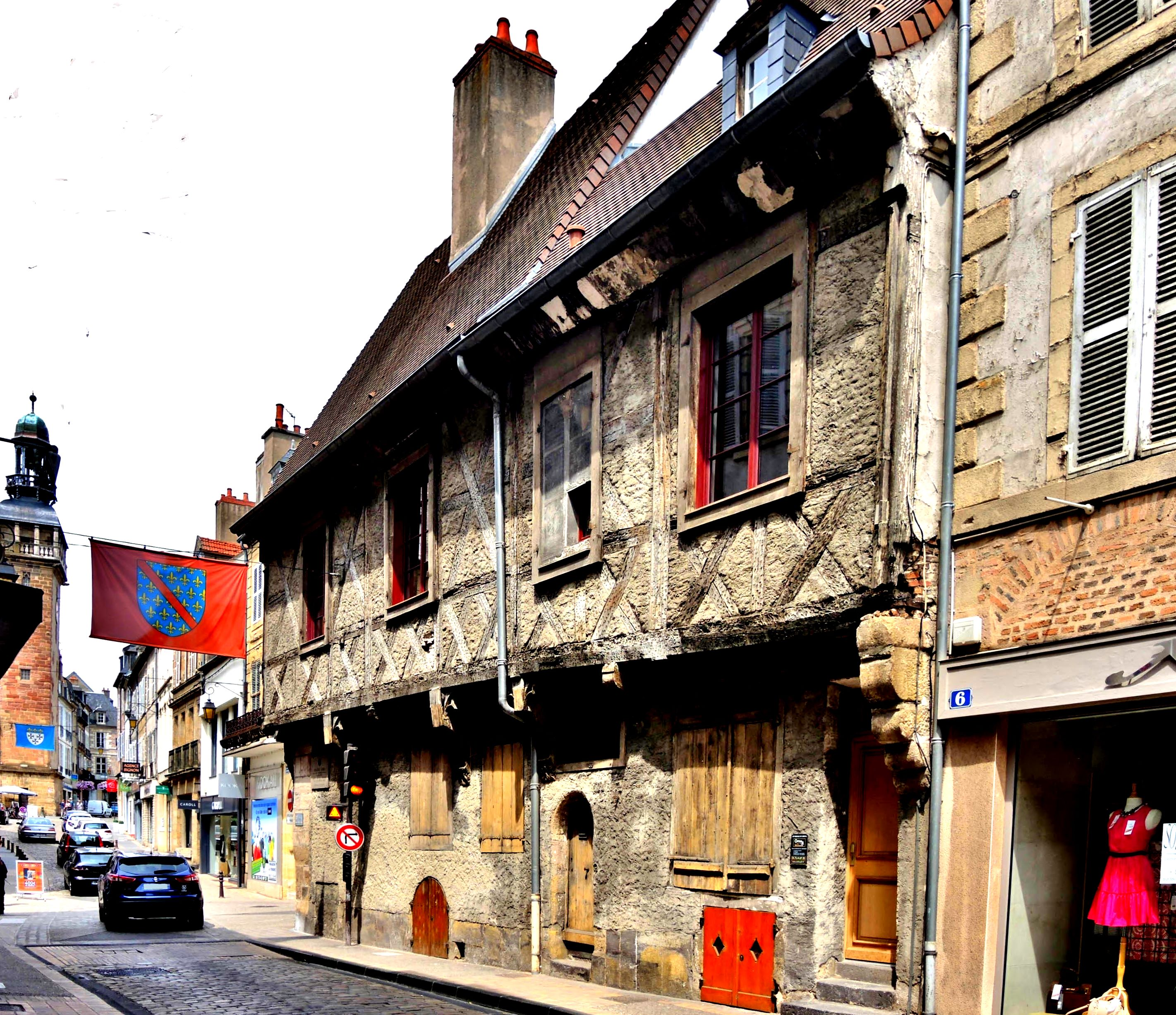
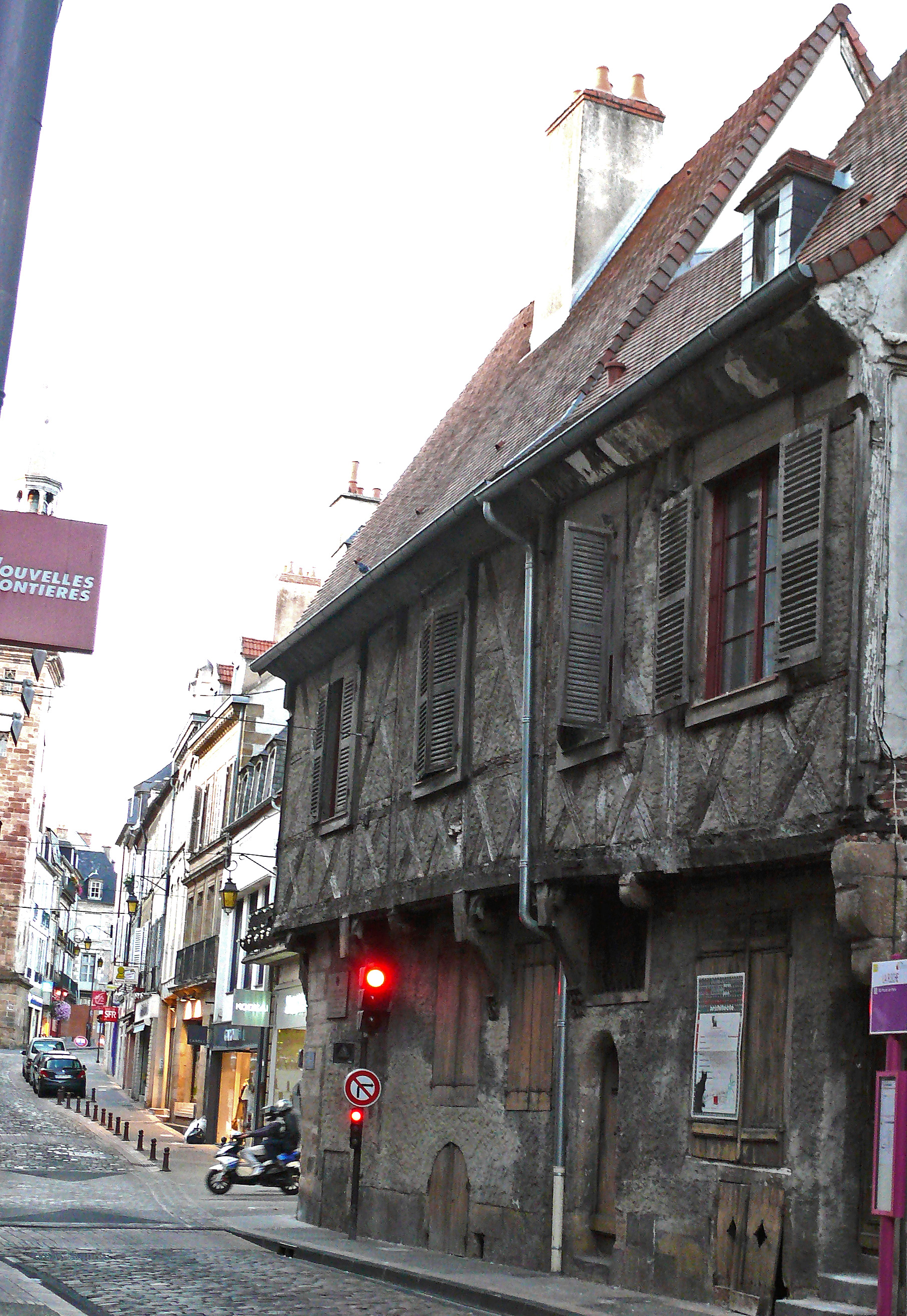
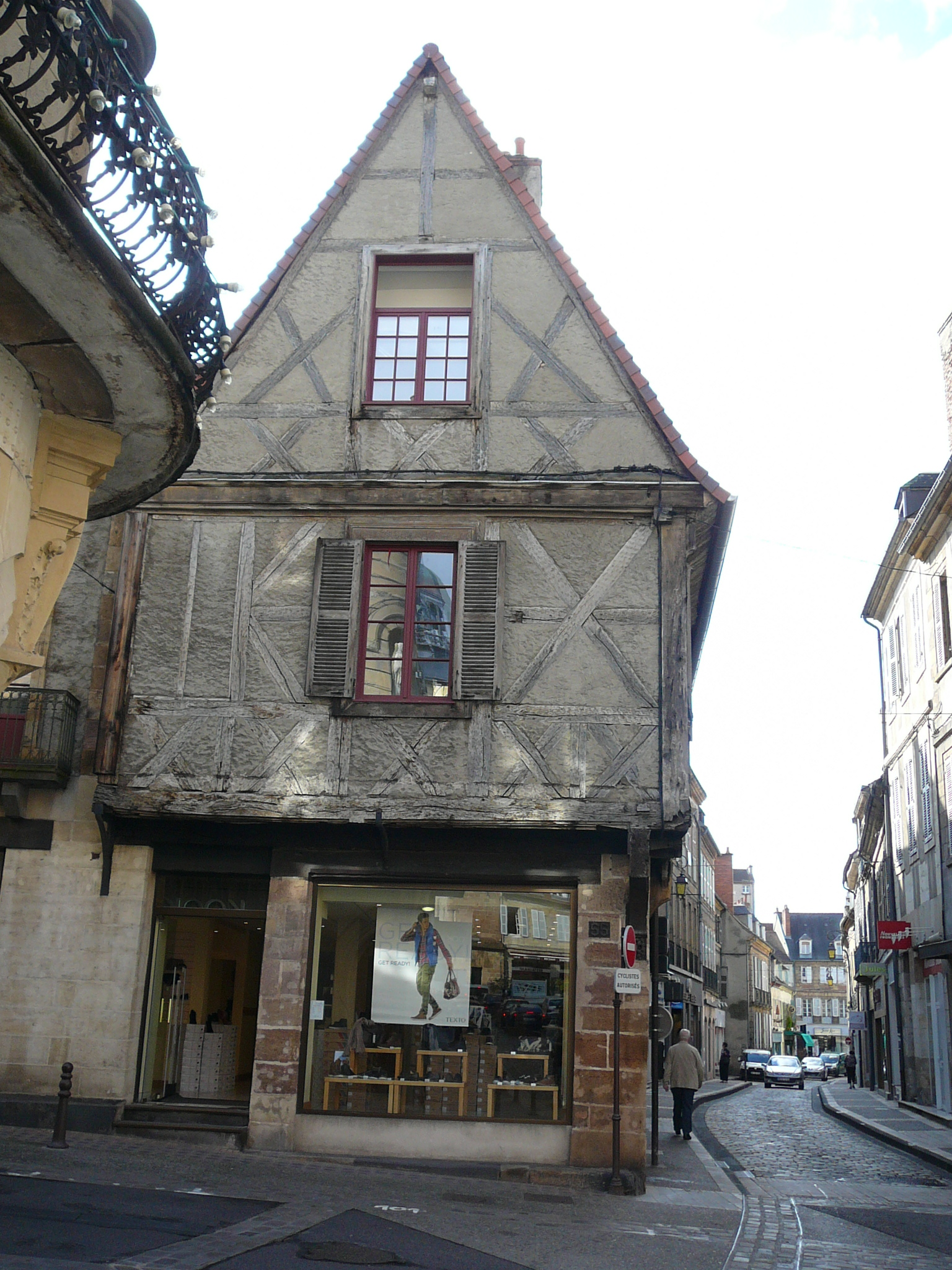
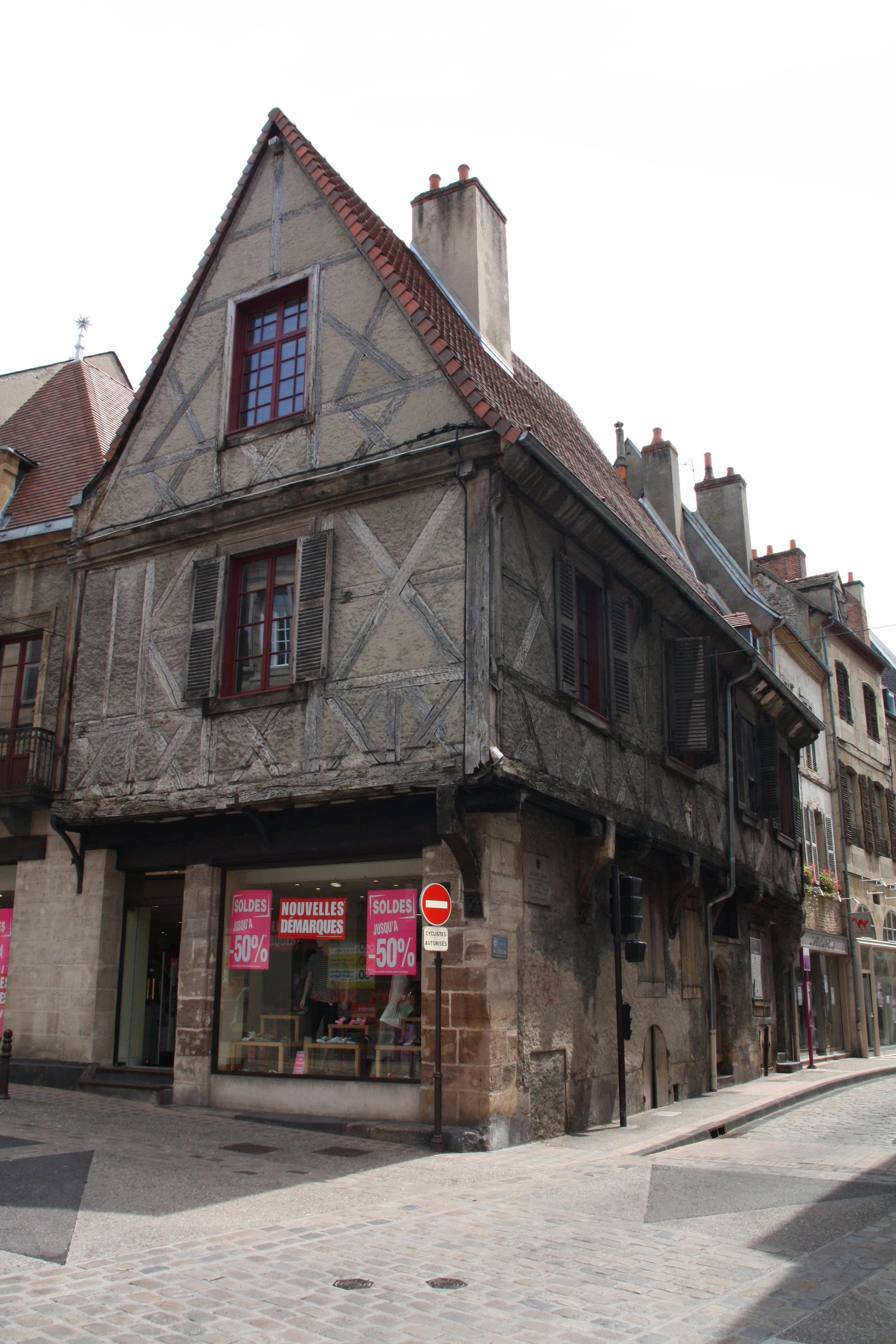
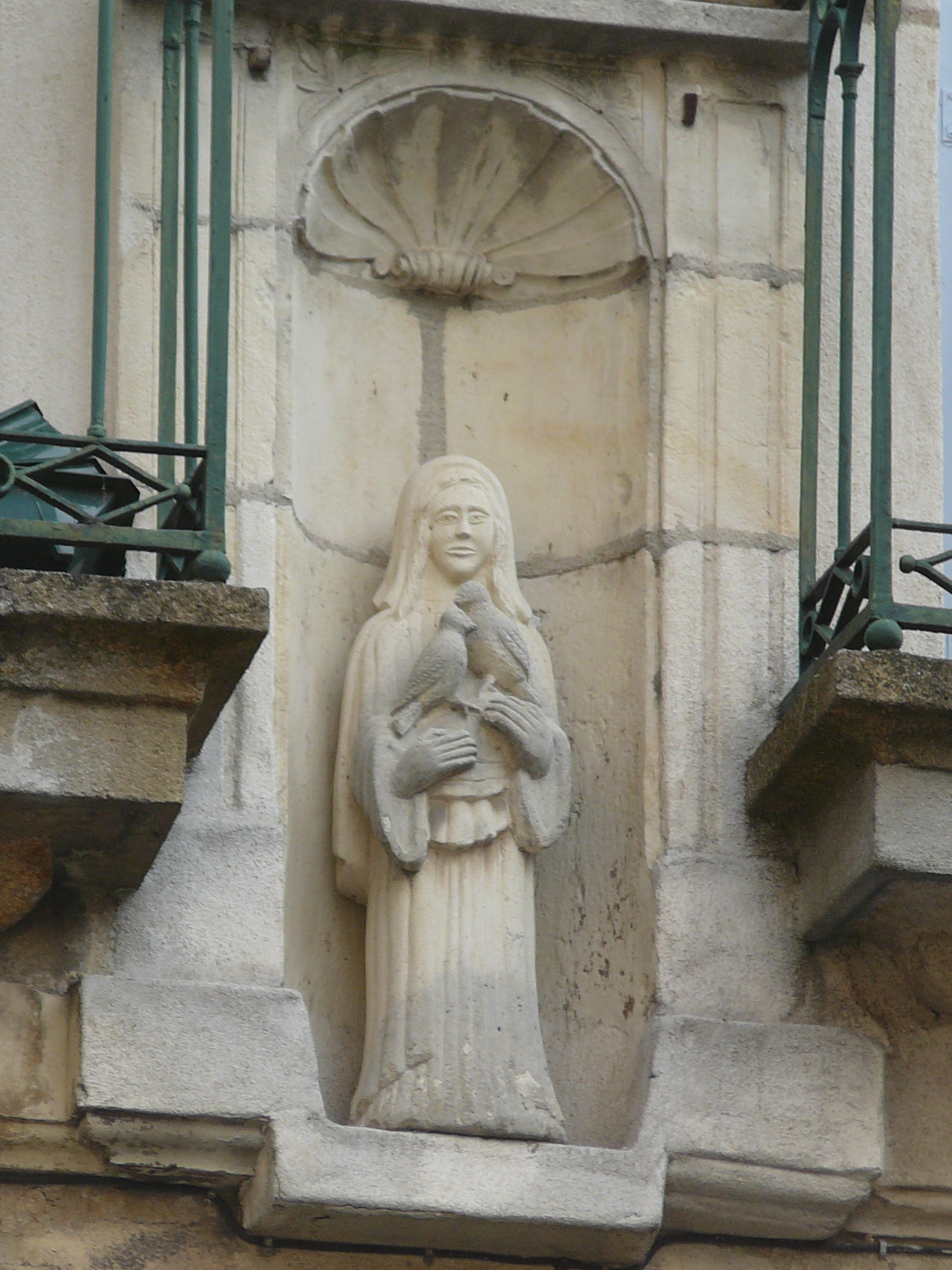
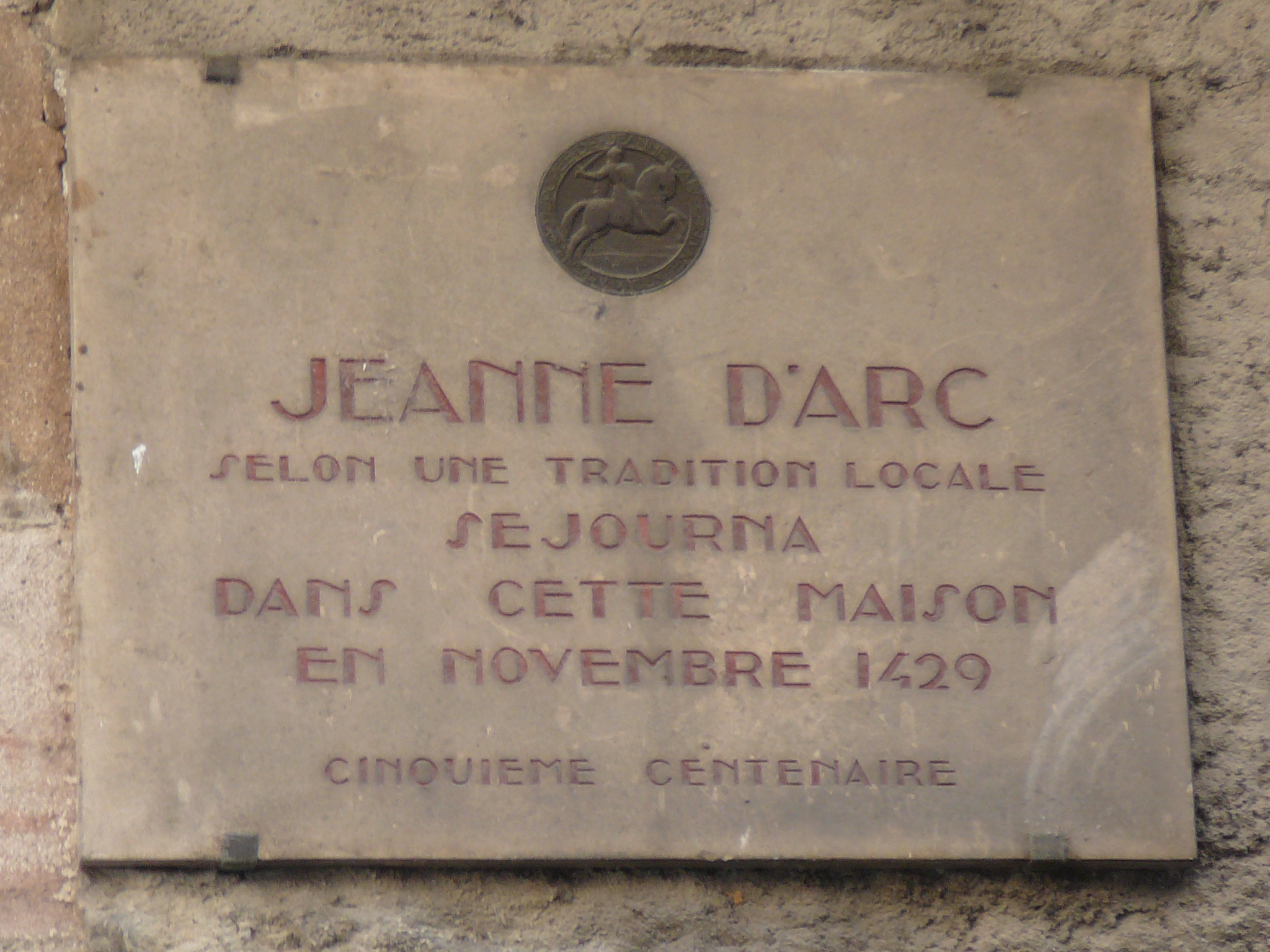